# Marcel Belline
 (août 2025).
La mise en forme du texte ne suit pas les recommandations de Wikipédia : il faut le « wikifier ».
Les points d'amélioration suivants sont les cas les plus fréquents :
- Les titres sont pré-formatés par le logiciel. Ils ne sont ni en capitales, ni en gras.
- Le texte ne doit pas être écrit en capitales (les noms de famille non plus), ni en gras, ni en italique, ni en « petit »…
- Le gras n'est utilisé que pour surligner le titre de l'article dans l'introduction, une seule fois.
- L'italique est rarement utilisé : mots en langue étrangère, titres d'œuvres, noms de bateaux, etc.
- Les citations ne sont pas en italique mais en corps de texte normal. Elles sont entourées par des guillemets français : « et ».
- Les listes à puces sont à éviter, des paragraphes rédigés étant largement préférés. Les tableaux sont à réserver à la présentation de données structurées (résultats, etc.).
- Les appels de note de bas de page (petits chiffres en exposant, introduits par l'outil «  Source ») sont à placer entre la fin de phrase et le point final[comme ça].
- Les liens internes (vers d'autres articles de Wikipédia) sont à choisir avec parcimonie. Créez des liens vers des articles approfondissant le sujet. Les termes génériques sans rapport avec le sujet sont à éviter, ainsi que les répétitions de liens vers un même terme.
- Les liens externes sont à placer uniquement dans une section « Liens externes », à la fin de l'article. Ces liens sont à choisir avec parcimonie suivant les règles définies. Si un lien sert de source à l'article, son insertion dans le texte est à faire par les notes de bas de page.
- La présentation des références doit suivre les conventions bibliographiques. Il est recommandé d'utiliser les modèles {{Ouvrage}}, {{Chapitre}}, {{Article}}, {{Lien web}} et/ou {{Bibliographie}}. Le mode d'édition visuel peut mettre en forme automatiquement les références.
- Insérer une infobox (cadre d'informations à droite) n'est pas obligatoire pour parachever la mise en page.

Pour une aide détaillée, merci de consulter Aide:Wikification.
Si vous pensez que ces points ont été résolus, vous pouvez retirer ce bandeau et améliorer la mise en forme d'un autre article.
Marcel Belline ou simplement Belline (pseudonyme de Marcel Forget), né le 12 juin 1924 à Paris dans le 12e arrondissement et décédé le 9 février 2001 à Colombes,  est un médium, voyant, nécromancien et cartomancien français. Il est connu pour avoir édité l'oracle Belline qui porte son nom.  Il se considérait comme un « confesseur des âmes » et un « conseiller des esprits ».

## Biographie

### Débuts et apprentissage
Marcel Forget naît dans une famille juive bourgeoise passionnée d'histoire et d'antiquité. Destiné initialement à une carrière de négociant d'art, sa vie prend un tournant radical lorsqu’il découvre en fouillant un grenier un livre intitulé Votre avenir révélé par les signes de la main : essai de chiromancie moderne de Jean des Vignes Rouges,.
Passionné, il approfondit rapidement ses connaissances en chiromancie, graphologie, numérologie, astrologie et tarologie. Sa vocation de voyant se révèle alors qu'il est hospitalisé dans un sanatorium dans les Alpes ; ressentant une douleur qui n'était pas la sienne, il alerta le personnel, sauvant ainsi un patient souffrant d'une occlusion intestinale

### Le «Prince des voyants»
À la suite de cette révélation, il ouvre un cabinet de voyance à Paris, au 45 rue Pierre-Fontaine, vers 1954–1955, où il exerce jusqu’au milieu des années 1980. Sa réputation grandit rapidement. Il est surnommé le « Prince des voyants ».
Marcel Belline fait de nombreuses prédictions relayées par les médias, comme Le Nouvel Observateur ou Le Figaro, parmi lesquelles on cite : le vaccin antipoliomyélitique, la mort d'Albert Einstein, la maladie d’Eisenhower, le naufrage de l'Andrea Doria, l’incendie du journal L’Humanité, l’affaire de Suez, le suicide de Marilyn Monroe, la fin des frères Kennedy, ou encore les barricades de mai 1968.

### L'histoire de l'oracle Belline
Un jour, une consultante lui fait découvrir, chez elle, un jeu de cartes et un manuscrit datant du XIXe siècle, attribués au Mage Edmond (Jules Charles Ernest Billaudot, 1829–1881). Il se met au travail pour comprendre et utiliser ce jeu divinatoire. Et il le fait publier sous son propre nom, l'Oracle Belline, en 1960–1961.

### L'auteur de livres ésotériques
Auteur prolifique, il publie plusieurs ouvrages, notamment chez Robert Laffont et chez J'ai lu dans la collection L'Aventure mystérieuse.
Il communiqua avec l’esprit de son fils décédé, expérience relatée dans La Troisième Oreille (publié en 1972).

### Décès
Marcel Belline meurt en 2001. Il repose au cimetière de Bagneux dans les Hauts de Seine, avec son fils et son épouse.

## Fonds d'archives
Le Musée des civilisations de l'Europe et de la Méditerranée (MuCEM) à Marseille possède un ensemble de documents relatifs au travail mené par Belline sur la vie après la mort ainsi que les nombreux témoignages qu'il a rapporté de diverses célébrités : scientifique, politicien et artiste de l'époque.
C'est en 1977 que Belline, donne au Musée national des Arts et Traditions populaires, ancêtre du Mucem, l’ensemble du mobilier de son cabinet de voyance et ses archives. À l'occasion d'une exposition en 2025 au MuCEM, le cabinet du voyant est remonté entièrement.

## Dans la culture populaire
Marcel Belline apparaît comme personnage dans le roman de Nadine Monfils : Les Folles Enquêtes de Magritte et Georgette, tome 4 : À Montmartre (Robert Laffont, 2024).

## Son œuvre

### Publications
- Comment je suis devenu voyant, Pierre Horay, 1959, 251 p.
- Histoires Extraordinaires d'un voyant, la Pyramide d'or, 1967, 248 p.

- Le Dossier de William Bart, Éd. du Dauphin, 1970, 211 p.
- La Troisième oreille : à l'écoute de l'au-delà, préf. Gabriel Marcel, Robert Laffont, 1972, 307 p. Rééd. J'ai lu, coll. L'Aventure mystérieuse n° 342, 1977, 252 p. ; Famot-Beauval, 1981, 249 p. ; Robert Laffont, coll. Les Énigmes de l'Univers, 1985, 307 p.  (ISBN 2-221-01505-3) ; J'ai lu, coll. L'Aventure secrète n° 2015, 1986, 252 p.  (ISBN 2-277-22015-9)
- Un voyant à la recherche du temps futur, préf. Maryse Choisy, Robert Laffont, 1975, 333 p. Rééd. J'ai lu, coll. L'Aventure mystérieuse n° 356, 1978, 316 p.  (ISBN 2-277-51356-3) ; J'ai lu, coll. L'Aventure mystérieuse n° 2502, 1988, 310 p.  (ISBN 2-277-22502-9)
- Petite Encyclopédie des arts divinatoires, Robert Laffont, coll. Les Énigmes de l'Univers, 1976, 204 p.  (ISBN 2-221-01503-7)
- Anthologie de l'Au-delà (tome 1), textes choisis et présentés par Belline, préf.  Frédéric Royer, Robert Laffont, coll. Les Énigmes de l'Univers, 1978, 388 p. Rééd. J'ai lu, coll. L'Aventure mystérieuse n° 397, 1982, 350 p.  (ISBN 2-277-51397-0) ; Robert Laffont, coll. Les Énigmes de l'Univers, 1992, 392 p.  (ISBN 2-221-07370-3)
- L'Infini sursis ou De l'autre côté de la vie... / textes réunis et commentés par Monique Marx, coéd. Robert Laffont-Tchou, coll. Les Pouvoirs inconnus de l'homme, 1978, 314 p.  (ISBN 2-7107-0153-7) Rééd. Sand, coll. La Nuit des mondes, 1984, 314 p.  (ISBN 2-7107-0291-6)
- Anthologie de l'Au-delà (tome 2), Domaine anglo-saxon, Robert Laffont, coll. Les Énigmes de l'Univers, 1981, 274 p.  (ISBN 2-221-00640-2)
- Les Grands Visionnaires de l'Histoire, Robert Laffont, coll. Les Énigmes de l'Univers, 1983, 284 p.  (ISBN 2-221-01138-4)
- Encyclopédie des arts divinatoires, Marabout, coll. Marabout service n° 697, 1985, 224 p.  (ISBN 2-501-00692-5)

### Jeux divinatoires
- L'Oracle Belline, la Ducale, 1960 ; Grimaud, 1961. Jeu de tarot conçu et dessiné par le Mage Edmond vers 1845, composé de 53 cartes, mêlant tarologie et astrologie. La méthode d'interprétation et les textes sont de Belline.
- L'Horoscope de Belline, Jeux et lumière, 1964 ; France Cartes, 1989. Belline a conçu ce jeu divinatoire pour les débutants souhaitant s'initier à la cartomancie. Il s'agit d’une version allégée de l'Oracle Belline. Sa structure de jeu en 53 cartes, conserve les thématiques principales de l'oracle, les planètes astrologiques en moins. Les illustrations sont colorées et le symbolisme est épuré.
- Le Grand Tarot Belline, France Cartes, J.-M. Simon, 1966. Il ressemble superficiellement au Tarot de Marseille, mais s'en distingue par son époque, sa conception et son symbolisme. Il s'inspire des idées d'une série d'occultistes célèbres des XVIIIe et XIXe siècles et intègre des influences kabbalistiques, astrologiques et égyptiennes, ainsi que les réflexions philosophiques du Mage Edmond lui-même.
- Jeu des beaux voyages : Livre de questions, Impr. des Flandres, sd, 126 p.
- L'Oracle Belline : les 52 cartes authentiques du mage Edmond / Maud Kristen & Raphaël Bories. Coéd. Animae-Éditions du Mucem, 2025.  (ISBN 978-2-38564-188-7). Reproduit d'après les originaux du Mucem.